# Modulação em fase

Esquema de modulação em fase.

Modulação em fase (PM; phase modulation) é um tipo de modulação analógica que se baseia na alteração da fase da portadora de acordo com o sinal modulador (mensagem). Usada para transmissão de dados.
Ao contrário da Modulação em Frequência (FM), a Modulação por fase é pouco usada, pois precisa de equipamento mais complexo para a sua recepção.